# Agrostis macrothyrsa
Agrostis macrothyrsa é uma espécie de gramínea do gênero Agrostis, pertencente à família Poaceae.